# Watchet
Watchet är en stad och civil parish i Somerset i England. Orten har 3 785 invånare (2011). Byn nämndes i Domedagsboken (Domesday Book) år 1086, och kallades då Wacet.